# Mauregny-en-Haye
 Mauregny-en-Haye  là một xã ở tỉnh Aisne, vùng Hauts-de-France thuộc miền bắc nước Pháp.